# Cratere Inmar
Inmar è un cratere sulla superficie di Rea.